# Christian Laurin
Christian Laurin, né le 1er juin 1964 , est un acteur québécois-franco-ontarien qui incarne notamment Gignac dans le troisième téléroman franco-ontariens Météo+.

## Biographie
Originaire de Montréal, Christian Laurin décide de partir à New York pour faire des études en théâtre au Neighborhood Playhouse. En 1992, il s'installe à Toronto et fait la rencontre fructueuse de Michael Kennard et John Turner (Mump and Smoot) avec qui il étudie le masque, le clown et l'improvisation. Peu après, il fonde sa propre compagnie théâtrale, R&B Productions, et se joint par la suite à Mump and Smoot pour une tournée canadienne et américaine.
À la télévision et au cinéma, Christian Laurin participe dans plusieurs productions canadiennes et américaines. On peut régulièrement entendre sa voix à la radio et à la télévision pour des publicités et des narrations.

## Filmographie

### Cinéma
- 2005 : Baby-Sittor : Marcel
- 1995 : Famille à l'essai : Pretentious Waiter

### Télévision

#### Séries télévisées
- 1992 : Secret Service (saison 1, épisode 10) : Eluard
- 1993 : Force de frappe (saison 3, épisode 16) : fonctionnaire des douanes
- 1994 : Les contes d'Avonlea (saison 5, épisode 12) : Clément Paquette
- 1994 : Le Justicier des ténèbres (saison 2, épisode 2) : Daviau
- 1995 : Alys Robi (mini-série, épisode 4) : Docteur à Albert-Prévost
- 1995 / 2014 : Heritage Minutes (épisodes 4x12 / 6x04) : gardien / Abbé Noel Joseph Ritchot
- 1996 : Chair de poule (saison 2, épisode 10) : Première citrouille
- 1997 : Un tandem de choc (saison 3, épisode 4) : Chef
- 2006 : Covert One: The Hades Factor (Opération Hadès) (mini-série, épisodes 1 & 2) : Dr Marcel Jolivet
- 2006 : Angela's Eyes (saison 1, épisode 9) : Frenchie
- 2007 : Les Soprano (saison 6, épisode 13) : Normand
- 2008-2011 : Météo+ (épisodes 2x06, 3x02, 3x09, 3x10, 3x14, 4x05 & 4x07) : Gignac
- 2011 : Murdoch Mysteries: The Curse of the Lost Pharaohs (saison 1, épisodes 9 à 12) : Sekmet
- 2012 : Warehouse 13 (saison 4, épisode 1) : Chauffeur de taxi français
- 2012 : Je me souviens pas : Louis-Félix
- 2012-2013 : Les Bleus de Ramville : Mike Racette
- 2013-2018 : Hard Rock Medical : Dr Raymond Dallaire
- 2016 : Rogue (saison 3, épisode 14) : Emile
- 2016 : St-Nickel (saison 1, épisodes 2, 4 & 5) : Rejean Delavigne
- 2017 : Rencontres (saison 1, épisode 7) : Maurice

#### Séries d'animation
- 2005 : Totally Spies! (saison 3, épisode 20) : Guillaume

#### Téléfilms
- 1995 : Famille à l'essai (Rent-a-Kid) de Fred Gerber : le serveur prétentieux
- 1996 : Le Lac Ontario (The Pathfinder) de Donald Shebib : Capitaine Sanglier
- 2005 : Terry de Don McBrearty : Policier du Québec
- 2008 : Un cœur d'athlète (Victor) de Jerry Ciccoritti : Chirurgien
- 2019 : Sous les lumières de Noël (The Christmas Temp) de Bill Corcoran : Étienne Americe
- 2020 : L'enfant caché de mon mari (A Family's Nightmare) de Farhad Mann : Oscar Barbosa

## Théâtre
- Le Malade imaginaire
- Dante's inferno
- The wings of eden
- Les Précieuses ridicules
- Le Médecin volant
- The Hollow
- Carmen : Lilas pastia